# John Quincy Adams
John Quincy Adams (n. 11 iulie 1767, Braintree⁠(d), Cele treisprezece colonii, Regatul Marii Britanii – d. 23 februarie 1848, Capitoliul Statelor Unite ale Americii, District of Columbia, SUA) a fost avocat, diplomat, politician și cel de-al șaselea președinte al Statelor Unite ale Americii (între 4 martie 1825 și 3 martie 1829), fiul celui de-al doilea președinte american John Adams.

## Date biografice

### Ani timpurii, educație
John Q. Adams a fost cel mai mare dintre fiii cuplului John Adams și Abigail Adams. Numele de "Quincy" l-a primit în onoarea bunicului dinspre mamă al lui Abigail Adams, Colonel John Quincy⁠(d). L-a însoțit pe tatăl său în Europa, în misiunile diplomatice ale acestuia (1778 - 1780).
John Adams a fost numit ambasador al SUA în Olanda (1794) și în Prusia (1797). A făcut parte de asemenea, ca reprezentant al statului Massachusetts, din Senatul S.U.A. (1803-1808) și din Camera Reprezentanților (1831- 1848). A fost membru al Partidului Federalist, Democratic-Republican, Partidului National Republican⁠(d), iar mai târziu al Partidului Anti-Masonic și al Partidului Whig. Ca diplomat Adams a fost implicat în multe negocieri internaționale. A contribuit de asemenea, în calitate de Secretar de stat, la formularea Doctrinei Monroe. Istoricii sunt de acord a fost unul dintre cei mai mari diplomați din istoria Statelor Unite ale Americii.

### Președinte
Ca președinte, Adams a propus un program de modernizare și dezvoltare a sistemului educațional care a fost blocat de Congres, controlat atunci de adversarii săi politici. Adams a pierdut în 1828 alegerile în favoarea lui Andrew Jackson, devenind astfel, primul președinte al Statelor Unite ale Americii care a servit numai un mandat după John Adams, tatăl său.

### Viață personală
Din 1797 a fost căsătorit cu Louisa Adams cu care a avut trei fii.

## Legăturiexterne
- White House biography
- Samuel Flagg Bemis. „John Quincy Adams”. Encyclopædia Britannica.

- John Quincy Adams la conexiunea Biographical Directory of the United States Congress
- The Diaries of John Quincy Adams: A Digital Collection Arhivat în 18 februarie 2012, la Wayback Machine. at the Massachusetts Historical Society
- "Life Portrait of John Quincy Adams", from C-SPAN's American Presidents: Life Portraits, 18 aprilie 1999
- +John+Quincy Lucrări de John Quincy Adams la Proiectul Gutenberg
- Opere de sau despre John Quincy Adams la Internet Archive
- Lucrări de John Quincy Adams la LibriVox (cărți audio aflate în domeniul public)
- John Quincy Adams, 6th United States President, Presidential Cabinet Secretary, & U.S. Congressman la Find a Grave